# Gottfried Schröter

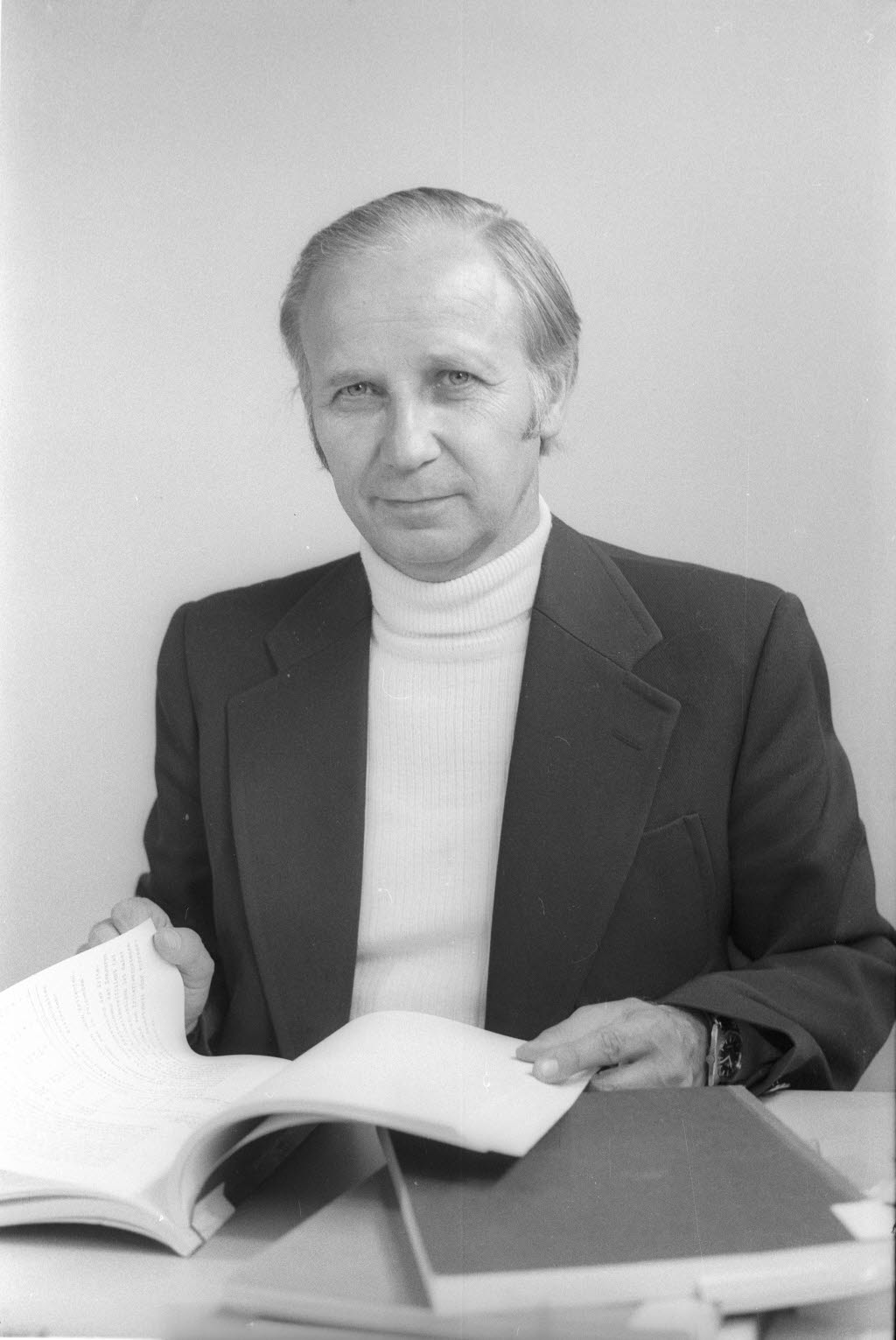
Gottfried Schröter (1977)

Gottfried Schröter (* 17. Dezember 1925 in Rädchen, Landkreis Glogau, Schlesien; † 30. August 2018 in Detmold) war ein deutscher Lehrer, Zensurenforscher und Professor für Pädagogik. Er wurde 1988 an der Universität Kiel emeritiert.

## Leben und Karriere
Gottfried Schröter wurde als sechstes Kind des Dorflehrers Friedrich Schröter und seiner Frau Erna, geb. Arnold, in Rädchen, Kreis Glogau (Schlesien), geboren. Als siebzehnjähriger Abiturient wurde er 1943 zum Reichsarbeitsdienst eingezogen und danach Soldat in Frankreich, Belgien und Holland. Nach der englischen Gefangenschaft wurde er 1945 als Neunzehnjähriger für ein Jahr Schulhelfer (d. h. unausgebildeter Lehrer) für 70 Schüler des 1.–4. Schuljahres in der Dorfschule Heubach (Rhön). Sein erstes Lehrer-Examen bestand er 1947 nach einem Jahr Studium an der Pädagogischen Hochschule in Weilburg. 1950 folgte sein zweites Examen. 1953 heiratete er seine Frau Christine, geb. Rauer. Aus der Ehe gingen drei Kinder hervor, die ebenso alle Lehrer wurden. Mittlerweile hat er vier Enkelkinder.
1947 trat er seine erste Stelle als Volksschullehrer im hessischen Neuengronau an, daneben vervollständigte er sein Pädagogikstudium mit den Nebenfächern Psychologie und evangelische Theologie in Frankfurt am Main, das er 1953 mit der Promotion zum Dr. phil. bei Heinrich Weinstock abschloss. Anschließend unterrichtete er als Lehrer in Emmershausen. Von 1958 bis 1960 arbeitete er als Assistent für Schulpädagogik am Pädagogischen Institut Weilburg. 1960 folgte die Berufung an die Pädagogische Hochschule Kiel, die später in der erziehungswissenschaftlichen Fakultät der dortigen Universität aufging. Dort war er zuletzt als Direktor bis 1988 tätig. 1993 veröffentlichte er seine Autobiografie Leben läßt sich nicht zensieren.

## Schwerpunkte seiner Arbeit

### Schüleralltag
Um realistisch über die Gedankenwelt der Schüler informiert zu sein, erforschte Schröter den ganzen Alltag des Schülers und darin die Rolle der Schule. Die Auskünfte von 1700 Betroffenen (Schülern), insgesamt 19.000 Antworten, wurden verarbeitet. Die Ergebnisse erschienen 1962 in dem Buch Der Schüleralltag – kritisch gesehen. Es ergänzte die Dissertation Das Volksschulkind im Vermassungsprozess der Gegenwart (1953, Doktorvater Heinrich Weinstock).

### Junglehrerprobleme
Da Schröter ein allgemeines Defizit der Studenten bei der Aufgabe beobachtete, die zwar schulbezogenen, aber zunächst nur theoretischen Erkenntnisse als Praktikant während des Studiums oder nach dem Examen als Junglehrer in eigene Praxis umzusetzen, erforschte er die Anfängerprobleme des jungen Lehrers und erörterte sie in Seminaren.
Veröffentlichungen: Einführung in die Schulpraxis. Eine Schulpädagogik für Schulpraktikanten, Junglehrer und ihre Mentoren (1963, 4. Auflage 1984); Spannend unterrichten – aber wie? Das Moment der Spannung in Erziehung und Unterricht (1964); Neuzeitliche Aufsatzthemen (1954, 7. Auflage 1968).

### Gruppenunterricht
Die Dominanz des Frontalunterrichts sollte bekämpft werden. Schwerpunkt und Arbeitsziel war für diesen Zweck eine „Wegbereitung“ für den Gruppenunterricht an möglichst vielen regulären Schulen.
Veröffentlichung: Schon morgen mit der Gruppenarbeit beginnen. 300 Lehrer und 8000 Schüler erproben den Gruppenunterricht – Forschungsbericht und praktische Anleitung (1967, 2. Auflage 1972).

### Zensurenforschung
In der Zeit der 68er-Bewegung ergab sich verstärkt die Frage nach der Gerechtigkeit in den Urteilen der Schulen und ihrer Lehrer über die Leistungen und das Verhalten ihrer Schüler, und zwar in Zensuren, Kommentaren und Zeugnissen. 
Veröffentlichungen: Die ungerechte Aufsatzzensur (1971, 5. Auflage 1976; der Inhalt dieser Studie wurde in deutschen Zeitungen und in anderen in- und ausländischen Medien vorgestellt und erörtert); Informations- und Trainingsmappe für das Zensieren von Schüleraufsätzen (1972, 3. Auflage 1973); Zensuren? Zensuren! Grunderkenntnisse und neue Forschungsergebnisse für Lehrer, Eltern und interessierte Schüler (1977, 3. Auflage 1981); Versetzung gefährdet (1980); Schulkritik. Was Deutsche von Zensuren, Zeugnissen und Prüfungen halten (1985).

### Religionspädagogik und Theologie
Gemeinsam mit Rudolf Seiß veranstaltete Schröter 17 Jahre hindurch das Hochschulseminar „Glauben und Denken“. Im Zusammenhang damit wurden religionspädagogische und theologische Fragen untersucht.
Zu diesem Themenkreis gehörige Bücher: Sinn und Grenzen der religiösen Unterweisung (1952); Was ist Heiligkeit? (1955); Kann man als Wissenschaftler der Bibel glauben? (1974, 2. Auflage 1986); Der Vater in der Familie (1975); Erziehen Christen anders? (1976); Liebe schwer und schön – Wegweisung für junge Christen (1978, 5. Auflage 1984; ungarisch: Szerelem – nehez es szep, 1988); Denken erwünscht – Warum ich der Bibel glaube (1978); Ein Christ feiert Weihnachten (1979, 3. Auflage 1986); Erst hören, was Gott sagt – Schülerandachten (1980, 2. Auflage 1982); Auf dem Boden der Tatsachen – Christ werden, Christ bleiben (1983); Unsere Wolke von Zeugen (2005).

### Erzählendes
21 Geschichten für junge Leute von heute (1966); Christoph und Christiane, Roman (unter dem Pseudonym „Gottfried Arnold“, 1978, 2. Auflage 1979); Denk mal! Geschichten für Kinder und Jugendliche (1982).

### Herausgeber von Büchern
Schröter gab folgende Bücher mit eigenen Beiträgen und denen anderer Wissenschaftler und Schulpraktiker heraus: Probleme der Primarstufe (1972); Die Schule der 10- bis 15-Jährigen (1975); Analyse und Ansätze einer neuen Grundschuldidaktik – Die Schule der 5- bis 10-Jährigen (1976); Schulkinderprobleme. Erfahrungsberichte für Lehrer und Eltern (1981).
Neben Aufsätzen in pädagogischen Fachzeitschriften veröffentlichte Schröter Beiträge in Büchern, die von anderen Autoren, zumeist Wissenschaftlern und Schulpraktikern, herausgegeben wurden.
Zu seinem 60. Geburtstag am 17. Dezember 1985 wurde Schröter eine von Hans Hielscher und Martin Schwab herausgegebene Festschrift mit dem Titel Schulkinder achten und fördern gewidmet.

## Schriften
- Sinn und Grenzen der religiösen Unterweisung. Paulus, Stuttgart 1952.
- Das Volksschulkind im Vermassungsprozess der Gegenwart. Dissertation, Universität Frankfurt am Main 1953.
- Neuzeitliche Aufsatzthemen. Hirschgraben, Frankfurt am Main 1954.
- Was ist Heiligkeit? 1955.
- Der Schüleralltag – kritisch gesehen. Neue Deutsche Schule, Essen 1962.
- Einführung in die Schulpraxis. Wunderlich Verlagsbuchhandlung, Worms 1963, ISBN 3-8084-4062-7.
- Spannend unterrichten – aber wie? Wunderlich Verlagsbuchhandlung, Worms 1963.
- 21 Geschichten für junge Leute von heute. Wunderlich Verlagsbuchhandlung, Worms 1966.
- Schon morgen mit der Gruppenarbeit beginnen. Wunderlich Verlagsbuchhandlung, Worms 1967.
- Die ungerechte Aufsatzzensur. Kamp, Bochum 1971, ISBN 3592714805.
- Informations- und Trainingsmappe für das Zensieren von Schüleraufsätzen. Kamp, Bochum 1972.
- Kann man als Wissenschaftler der Bibel glauben? R. Brockhaus, Wuppertal 1974, ISBN 341700506X.
- Der Vater in der Familie. R. Brockhaus, Wuppertal 1975, ISBN 3417005175.
- Erziehen Christen anders? R. Brockhaus, Wuppertal 1976, ISBN 3417005639.
- Zensuren? Zensuren! Pädagogischer Verlag Burgbücherei Schneider, Baltmannsweiler 1977, ISBN 3871161195.
- Denken erwünscht – Warum ich der Bibel glaube. R. Brockhaus, Wuppertal 1978, ISBN 3417202655.
- Christoph und Christiane. Schulte, Wetzlar 1978, ISBN 3877399606.
- Ein Christ feiert Weihnachten / Gesegnete Weihnachtszeit. Schulte und Gerth, Aßlar 1979, ISBN 3877395333.
- Erst hören, was Gott sagt – Schülerandachten. Schulte und Gerth, Aßlar 1980, ISBN 387739437X.
- Liebe schwer und schön –Wegweisung für junge Christen. Weißes Kreuz, Kassel 1987, ISBN 3878930704.
- Versetzung gefährdet. Hänssler, Stuttgart 1980, ISBN 3775104984.
- Denk mal! Geschichten für Kinder und Jugendliche. Schulte und Gerth, Aßlar 1982, ISBN 3877394493.
- Auf dem Boden der Tatsachen – Christ werden, Christ bleiben. Schulte und Gerth, Aßlar 1983, ISBN 3877395139.
- Schulkritik. Pädagogischer Verlag Burgbücherei Schneider, Baltmannsweiler 1985, ISBN 3871161616.
- Leben läßt sich nicht zensieren. Autobiografie. R. Brockhaus, Wuppertal 1993, ISBN 3417110165.
- Die Souveränität Gottes. Privatdruck 1997.
- Unsere Wolke von Zeugen. Privatdruck 2005.